# 上瓦特山
48°14′58″N 16°21′28″E / 48.24944°N 16.35778°E
上瓦特山（德語：Hohe Warte），是奧地利的山峰，位於該國東北部，由維也納負責管轄，屬於維也納林山的一部分，海拔高度220米，山上的居民區建於十九世紀。